# 2019-es budapesti önkormányzati előválasztás

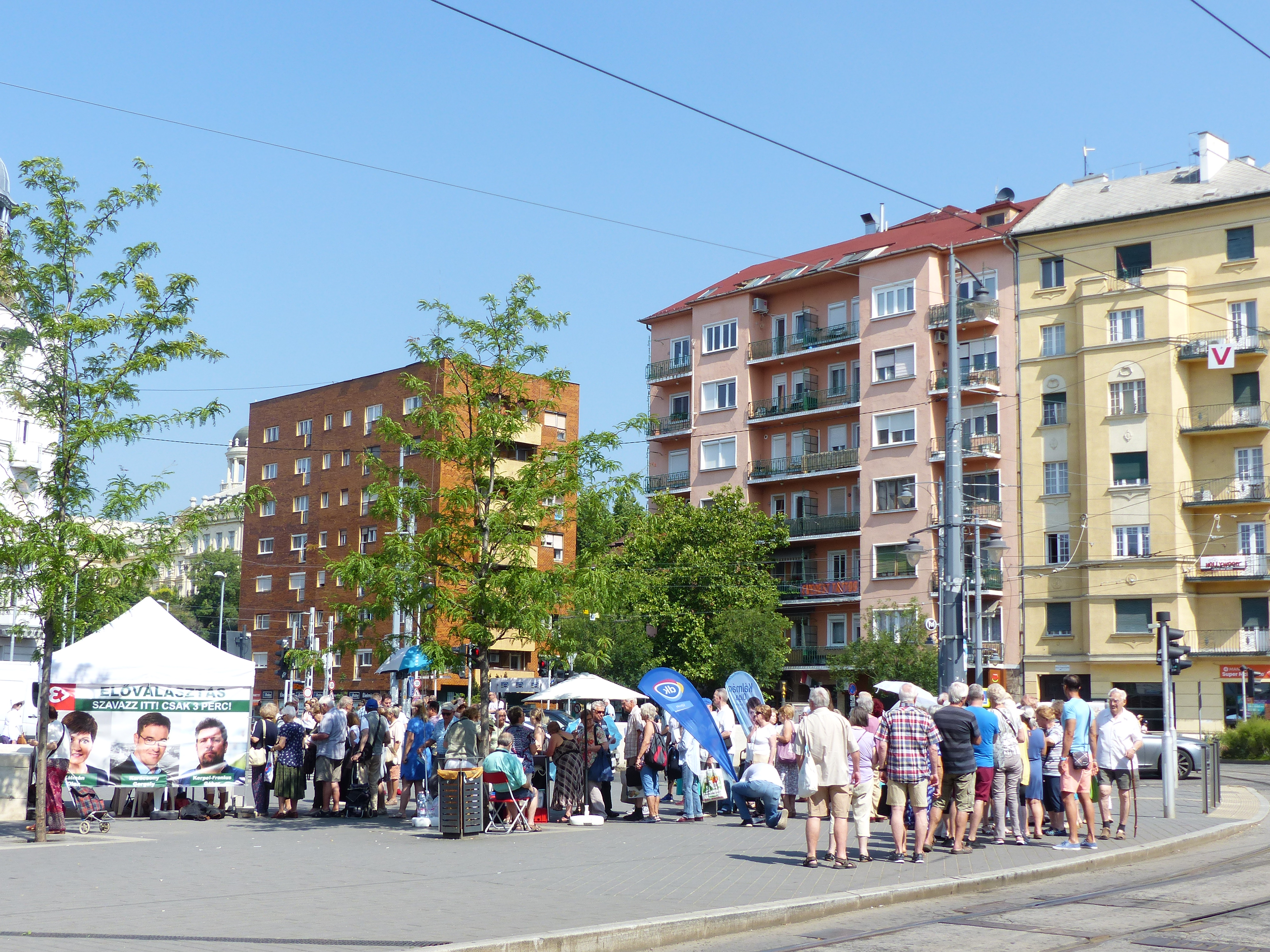
Szavazásra várakozók a Móricz Zsigmond körtéren 2019 júniusában

A 2019-es budapesti önkormányzati előválasztás önkéntes szerveződés volt a 2019-es budapesti önkormányzati választás ellenzéki főpolgármester-jelöltjei között. A részt vevő főpolgármester-jelöltek vállalták, hogy nem indulnak egymás ellen, és közülük az előválasztás szabályai szerint választják ki a Fidesz–KDNP jelöltje, Tarlós István kihívóját. A szavazás nyertese Karácsony Gergely lett.
Az előválasztásnak nincs törvényi szabályozása, és a részvétel nem feltétele annak, hogy valaki az önkormányzati választáson szavazhasson valamelyik főpolgármester-jelöltre. Az előválasztás egy nem hivatalos 0. forduló az egyfordulós önkormányzati választáshoz, kizárólag a budapesti főpolgármesteri jelöltállítást befolyásolja.

## Első forduló
A főpolgármesteri előválasztás első fordulóját az aHang kampányplatform szervezte. A szavazóknak az előválasztás első fordulóján való részvételhez 2018. december 27–29. vagy 2019. január 9. – január 23. között személyesen kellett megjelenni valamelyik helyszínen személyi igazolvánnyal és lakcímkártyával, és az aláírással igazolni, hogy elfogadja az előválasztás feltételeit. Az ott kapott kóddal lehetett szavazni, amikor a jelöltjelentkezés ideje lejárt.
Az előválasztás első fordulóját 2019. január 28. és február 3. 12 óra között tartották. A szavazáshoz már nem feltétlenül volt szükséges a személyes megjelenés: a kapott kóddal online is lehetett szavazni. A szavazatszámlálást 2019. február 3-án 15–20 óra között tartották. 

### Jelöltek
2019. január 11-ig lehetett jelentkezni főpolgármester-jelöltnek. A jelöltté válás feltétele 2000 budapesti lakó támogató aláírásának bemutatása volt január 23-ig. 
Jelöltek: 
- Horváth Csaba (Magyar Szocialista Párt)
- Karácsony Gergely (Párbeszéd Magyarországért)

### Eredmények
Az első fordulót Karácsony Gergely nyerte, aki a 34 133 érvényes szavazatból 27 598-at (80,9%) kapott.

## Második forduló
Kétezer budapesti lakó támogató aláírását kellett összegyűjtenie annak, aki indulni akart az előválasztás második fordulójában, amit június 20–26. között rendeztek meg. Szavazásra online (előzetes regisztráció mellett), illetve a szervező Civil Választási Bizottság (CVB) által Budapest 15 pontján elhelyezett szavazósátorban volt lehetőség. A CVB elnöke Magyar György ügyvéd volt.

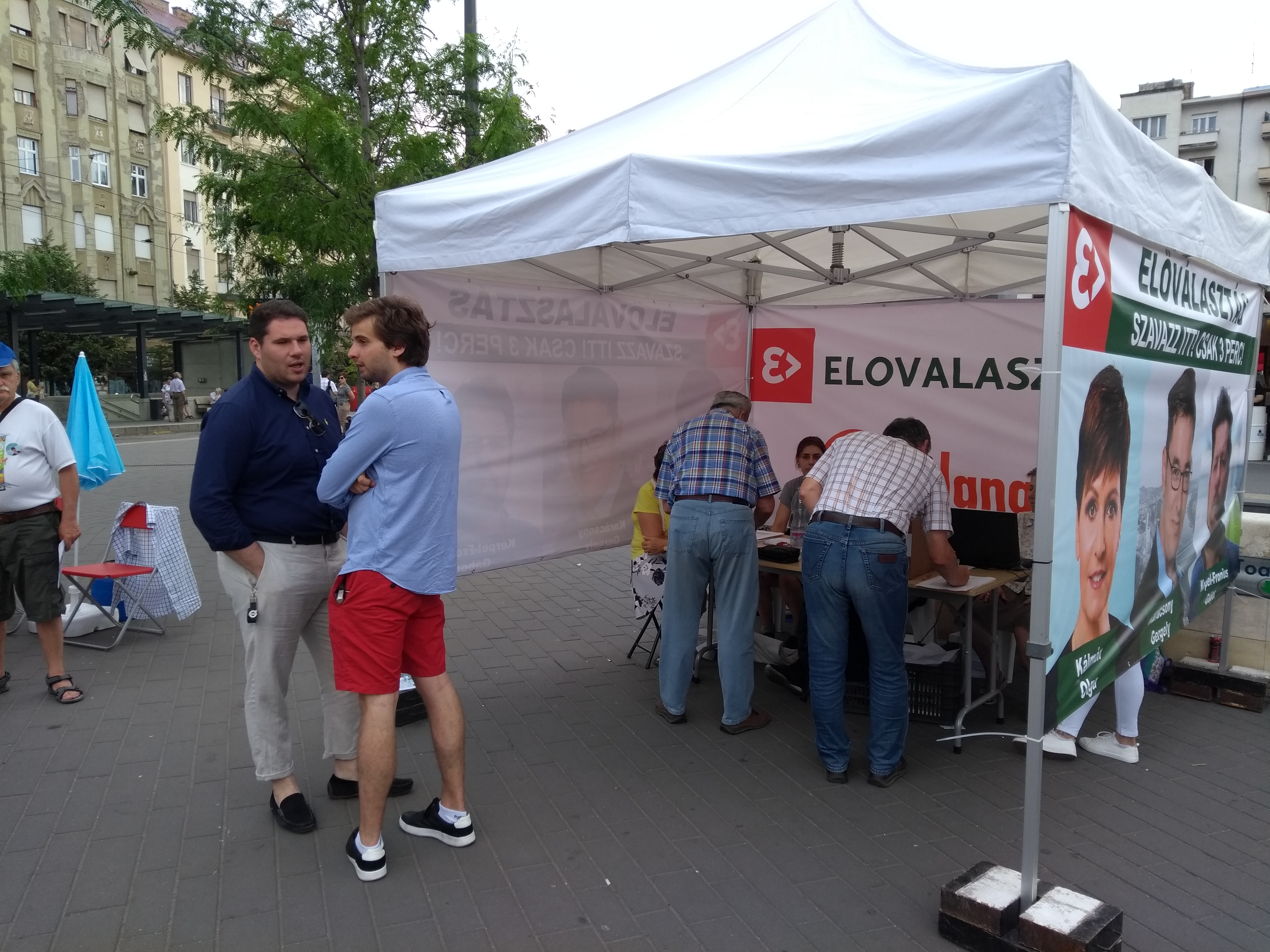
Előválasztási sátor a Móricz Zsigmond körtéren

### Jelöltek
- Karácsony Gergely (Magyar Szocialista Párt, Párbeszéd Magyarországért, Magyar Szolidaritás Mozgalom)
- Kálmán Olga (független, a Demokratikus Koalíció támogatásával)[4]
- Kerpel-Fronius Gábor (Momentum Mozgalom)[5][6]

#### További jelölt-jelöltek
Eredetileg Puzsér Róbert kritikus, publicista is indult volna „Sétáló Budapest” elnevezésű koncepciójával – amely programjának alapja – a Jobbik Magyarországért Mozgalom (Jobbik) és a Lehet Más a Politika (LMP) támogatásával, 2019 tavaszán megkezdte a kampányát, ám a 2019-es európai parlamenti választás után – ahol a Jobbik és az LMP rosszul szerepelt – úgy döntött, nem vesz részt a második fordulóban, az őt támogató pártok pedig kihátráltak mögüle.
Schmuck Andor visszalépett a megmérettetéstől.
Bede Zsolt, a Vadhajtások.hu Fidesz-közeli szélsőjobboldali portál munkatársa és Cs. Kádár Péter, a FIKSZ Rádió alapító főszerkesztője is bejelentette indulási szándékát, de végül nem gyűjtöttek össze elegendő aláírást.

### Kampány
A jelöltek három közös vitát tartottak:
- június 14-én Gulyás Márton „Partizán” című videóblogja szervezésében a Vasas Szakszervezet székházában[14]
- június 19-én az aHang által megrendezve az Átriumban[15]
- június 23-án az ATV-ben.[16][17]

Facebook-os hirdetésekre Kálmán Olga csapata költötte a legtöbbet.

### Eredmények
A szavazatok megoszlása:
| Jelölt   | Jelölt               | Szavazatok | Szavazatok |
| Jelölt   | Jelölt               | száma      | aránya (%) |
| -------- | -------------------- | ---------- | ---------- |
|          | Karácsony Gergely    | 33 355     | 48,9       |
|          | Kálmán Olga          | 25 093     | 36,8       |
|          | Kerpel-Fronius Gábor | 9 792      | 14,3       |
| Összesen | Összesen             | 68 240     | 100        |

## Értékelése
A Republikon Intézet 2020-as tanulmányában kifejtette, hogy az önkormányzati választáson egyes ellenzéki sikerek oka az ellenzék egységes indulásának illetve a támogatók mozgósításának volt köszönhető, és szerintük mindkettő feltétel megteremtésében érdemi szerepe volt a főpolgármesteri előválasztás két fordulójának. Úgy értékelték, hogy a korábbi aggodalmakat (miszerint a kormány befolyásolhatja az eredményt, hogy túlzott anyagi terhet ró az ellenzéki pártokra és felesleges vitákat szít közöttük) a választások tapasztalatai megcáfolták. Emellett kiemelték, hogy az előválasztások idején az ellenzék heteken át tematizálni tudta a közvéleményt, és a jelöltek a rivalizálás helyett pozitív üzeneteket tudtak a potenciális választóikhoz eljuttatni, és eközben az ellenzéki pártok társadalmi beágyazottsága is növekedett.
Török Gábor politológus szerint az előválasztás második fordulójának Karácsony Gergely számára volt a legnagyobb tétje: ha veszített volna, véget érhetett volna a politikusi karrierje.

## Érdekességek
- Kálmán Olga az első fordulóban még moderátorként vett részt egy vitában.[21]

## Külső hivatkozások
- Karácsony, Kerpel-Fronius, Kálmán: csak egy maradhat – 24.hu, 2019. június 20.
- Minden, amit tudni kell az ellenzéki előválasztásról – Index.hu, 2019. június 13.